# リー・エヴァンス
リー・エヴァンス（Lee Evans、1964年2月25日 - ）は、イギリス・ブリストル生まれのコメディアン・俳優・脚本家である。

## 来歴
コメディアン、俳優として知られるエヴァンスは、1964年にイギリスのブリストルに生まれる。父親はナイトクラブでパフォーマーとして活躍していたため、エヴァンスもショービジネスの世界を目指し始める。その後、スタンダップコメディアンとして地元で活動をはじめ、徐々に知名度を集めていく。そのうち、イギリス国内のテレビショーなどに出演し始めて、自身のレギュラー番組も持つようになった。その後、アメリカへ進出して俳優として映画にも出演。1997年日本でもリュック・ベッソン監督の『フィフス・エレメント』やネイサン・レインと共演したドタバタコメディ映画『マウス・ハント』。2003年香港出身のアクションスタージャッキー・チェンと共演の『メダリオン』などで知られる。脚本家としても自身のコメディーショーなどにクレジットされている。2014年で俳優業引退し、トーク番組を中心に活動している。

## 出演作品

### 映画
- ブルームス Brooms (1995)
- ファニー・ボーンズ Funny Bones (1995)
- フィフス・エレメント Fifth Element (1997)
- マウス・ハント Mouse Hunt (1997)
- メリーに首ったけ There's Something About Mary (1997)
- ヴァキュームス Vavcuums (2002)
- Plots with a View (2002)
- メダリオン The Medallion (2003)
- フリーズ・フレーム Freeze Frame (2004)

### 声の出演
- ダイノトピア Dinotopia (2002)
- The Magic Roundabout (2005)

### テレビ番組
- The World of Lee Evans (1995)
- Lee Evans: So What Now? (2001)